# About a Burning Fire
About a Burning Fire (ang. O płonącym ogniu) – czwarty album w dorobku szwedzkiej grupy muzycznej Blindside.

## Lista utworów
1. "Eye of the Storm" – 4:02
2. "Follow You Down" – 3:01
3. "All of Us" – 3:31
4. "Shekina" – 4:46
5. "Hooray, It's L.A." – 3:17
6. "Swallow" – 2:25
7. "Die Buying" – 3:18
8. "Across Waters Again" – 4:13
9. "After You're Gone" – 2:57
10. "Where the Sun Never Dies" – 4:18
11. "Roads" – 4:14
12. "About a Burning Fire" – 4:36